# Mutational meltdown
O termo mutational meltdown (fusão de mutação) refere-se ao processo com o qual uma pequena população acumula mutações prejudiciais à saúde provocando o declínio da população, que pode conduzir a uma maior acumulação de mutações nocivas, fenómeno denominado de depressão endogâmica. Uma população que se encontra nestas circunstâncias está condicionada a uma espiral descendente e extinguir-se-á se tal fenómeno se prolongar por muito tempo. Normalmente as mutações deletérias são simplesmente subtraídas pela seleção, mas durante este processo o número de indivíduos que sofre de morte prematura é tão significativo em proporção com total da população que a taxa de mortalidade excede a da natalidade.